# Khoa (Phongsali)
Khoa es un distrito de la provincia de Phongsali, Laos. A 1 de marzo de 2015 tenía una población censada de 26 164 habitantes.
Se encuentra ubicado al norte del país, en la zona de la cordillera Annamita, y cerca de la frontera con China y Vietnam.